# Przełęcz Laspijska
Przełęcz Laspijska (Przełęcz Łaspijska, krymskotat. Laspi boğazı) – przełęcz znajdująca się w Górach Krymskich, najwyższy punkt drogi Sewastopol – Jałta.
Drogę przez Przełęcz Laspijską zbudowano w latach 60. XX wieku, stara droga z XIX wieku prowadziła przez łatwiejszą do pokonania przełęcz Bajdarskie Worota.